# Millepora boschmai
Millepora boschmai is een hydroïdpoliep uit de familie Milleporidae. De poliep komt uit het geslacht Millepora. Millepora boschmai werd in 1991 voor het eerst wetenschappelijk beschreven door de Weerdt & Glynn. 